# Liste von Windmühlen in Ostfriesland
Die Liste von Windmühlen in Ostfriesland gibt einen Überblick über Windmühlen unterschiedlichen Erhaltungszustandes in Ostfriesland. Erstmals wird eine Mühle im Jahr 1424 in Esens urkundlich erwähnt. Das älteste erhaltene Bauwerk ist jedoch die Bockwindmühle in Dornum aus dem Jahr 1626. Mit rund 174 Mühlen erreichte der Bestand in Ostfriesland um 1900 seinen Höchststand, von denen heute noch rund die Hälfte erhalten geblieben sind.
Abweichend vom Sprachgebrauch der Organisatoren der Niedersächsischen Mühlenstraße, ist mit dem Begriff „Ostfriesland“ das Gebiet des ehemaligen Regierungsbezirks Aurich gemeint. Zur „Region Ostfriesland“ der Niedersächsischen Mühlenstraße hingegen gehören auch die Landkreise Ammerland, Friesland und Wesermarsch.
Zu den bekanntesten Exemplaren ostfriesischer Windmühlen zählen die Greetsieler Zwillingsmühlen und die Hager Mühle, die mit 30,2 m höchste Windmühle Deutschlands ist. Die Auricher Stiftsmühle ist mit fünf Stockwerken die höchste noch funktionsfähige Mühle und die zweithöchste Mühle Ostfrieslands. Weitere Besonderheit ist die einzige Inselwindmühle Niedersachsens auf Norderney und die Doppelkolbenwasserpumpmühle in Wirdum, die als einzig bekanntes funktionsfähiges Bauwerk dieser Art in Deutschland gilt.
Ihrem ursprünglichen Zweck zum Mahlen des Korns oder zur Entwässerung dienen heute nur noch wenige Bauwerke. So wurden beispielsweise die im 16. Jahrhundert in den Niederlanden erfundenen Fluttermühlen in Ostfriesland zur Trockenlegung von Feuchtgebieten eingesetzt, in dieser Funktion aber im 20. Jahrhundert durch moderne Pumpwerke verdrängt. Bei den Kornmahlmühlen ist die Mühle Steenblock in Spetzerfehn die einzige, die noch heute gewerbsmäßig mit Windkraft betrieben wird.

## Windmühlen
| Ort                   | Stadt/Gemeinde            | Mühle                                                                            | Typ                         | Erbaut          | Bemerkungen | Bild                                      |
| --------------------- | ------------------------- | -------------------------------------------------------------------------------- | --------------------------- | --------------- | --- | ----------------------------------------- |
| Altfunnixsiel         | Wittmund                  | Altfunnixsieler Mühle 53° 39′ 10″ N, 7° 46′ 40″ O                                | Erdholländer                | 1802            | Heute Nutzung als Ferienwohnung. Kappe und Flügel mittlerweile demontiert (2022). |                                           |
| Aurich                | Aurich                    | Stiftsmühle 53° 28′ 5″ N, 7° 28′ 17″ O                                           | Galerieholländer            | 1858            | Mit einer Gesamthöhe von 29,95 m Höhe nach der Windmühle in Hage die zweithöchste Mühle Ostfrieslands. Beheimatet ein Mühlenmuseum. | heute:Mühlenmuseum                        |
| Aurich                | Aurich                    | Außenmühle 53° 27′ 58″ N, 7° 29′ 49″ O                                           | Galerieholländer            | 1884            | Mühlentechnik ist vorhanden und funktionsfähig, wird aber heute durch einen Motor angetrieben. Die Flügel sind abgebaut. | heute:Landhandel Vosberg                  |
| Backemoor             | Rhauderfehn               | Backemoorer Mühle 53° 11′ 23″ N, 7° 31′ 21″ O                                    | Galerieholländer            | 1798            | Zuletzt 1975 bei Sanierungsarbeiten abgebrannt. Wiederaufbau 2016–2020. Klappenflügel spezieller Bauart. Nutzung zur Stromerzeugung geplant. |                                           |
| Bagband               | Großefehn                 | Bagbander Mühle 53° 20′ 34″ N, 7° 36′ 26″ O                                      | Galerieholländer            | 1812            | Die Mühle ist noch voll funktionsfähig. In dem Gebäude kann übernachtet werden. |                                           |
| Bedekaspel            | Südbrookmerland           | Wasserschöpfmühle Agnes 53° 26′ 55″ N, 7° 18′ 31″ O                              | Erdholländer, Fluttermühle  | 1920            | Die ursprüngliche Mühle aus dem Riepster Hammrich war für diesen Standort zu klein, so erfolgte 1988 ein kompletter Neubau. Nutzung zur Bewässerung eines Feuchtbiotops. |                                           |
| Berdum                | Wittmund                  | Krullsche Mühle 53° 37′ 43″ N, 7° 49′ 4″ O                                       | Erdholländer                | 1782 (1820?)    | Die Mühle wurde 1972 stillgelegt. Ab 1989 arbeitete der Mühlenverein an der Wiederinbetriebnahme, dieser übernahm 1991 dann die Mühle. 2012–2017 komplett saniert. |                                           |
| Berumerfehn           | Großheide                 | Rote Mühle 53° 33′ 45″ N, 7° 20′ 19″ O                                           | Galerieholländer            | 1937            | Diese Mühle stand ursprünglich in Carolinensiel und wurde 1937 an den jetzigen Standort gebracht. Seit 1983 wird die Anlage von einem Mühlenverein betrieben. |                                           |
| Bunde                 | Bunde                     | Bunder Mühle (Mühle Huisinga) 53° 10′ 54″ N, 7° 16′ 39″ O                        | Galerieholländer            | 1869            | Die Mühle brannte im Mai 1911 ab und wurde als viergeschossiger Galerieholländer wieder aufgebaut. 1960 wurde von Wind- auf Motor-betrieb umgestellt, restauriert zwischen 1997 und 1999. |                                           |
| Bunde                 | Bunde                     | Königsmühle (Bunde) 53° 11′ 21″ N, 7° 16′ 18″ O                                  |                             |                 | Als Mühlenstumpf erhalten. |                                           |
| Bunderhee             | Bunde                     | Huisingasche Mühle 53° 12′ 40″ N, 7° 17′ 53″ O                                   | Galerieholländer            | 1859            | Als Mühlenstumpf erhalten. |                                           |
| Burlage               | Rhauderfehn               | Mühle Burlage 53° 3′ 7″ N, 7° 33′ 14″ O                                          | Wallholländer               | 1995            | Vorgängermühle 1935 abgebrannt und nicht wieder aufgebaut. 1989–1995 Rekonstruktion. Nutzung zur Stromerzeugung geplant. In der Mühle ist ein naturkundliches Museum untergebracht. |                                           |
| Buttforde             | Wittmund                  | Buttforder Mühle 53° 37′ 6″ N, 7° 43′ 41″ O                                      | Galerieholländer            | 1815            | Bis 1955 mit Windkraft betrieben. Kappe und Flügel 1960 demontiert. Heute Wohnhaus. |                                           |
| Carolinensiel         | Wittmund                  | Deichmühle 53° 41′ 33″ N, 7° 47′ 37″ O                                           | Galerieholländer            | 1742            | Die zweistöckige Mühle wurde auf einem Deich errichtet, daher der Name, und schon früh hatte sie auch die Funktion einer Landmarke. Die Mühle wird nun als gastronomischer Betrieb genutzt. Im Anbau befinden sich Ferienwohnungen. 2023 äußerlich saniert (Kappe und Achtkant neu eingedeckt).                                                                                |                                           |
| Charlottenpolder      | Bunde                     | Wasserschöpfmühle Charlottenpolder 53° 11′ 38″ N, 7° 13′ 3″ O                    |                             |                 | Als Mühlenstumpf erhalten. |                                           |
| Diele                 | Weener                    | Windmühle Neu-Diele 53° 7′ 33″ N, 7° 19′ 9″ O                                    |                             |                 | Als Mühlenstumpf erhalten. |                                           |
| Ditzum                | Jemgum                    | Ditzumer Mühle 53° 15′ 54″ N, 7° 23′ 8″ O                                        | Galerieholländer            | 1883            | 1943 abgebrannt und wieder aufgebaut als Motormühle, 1945 bei Kampfhandlungen ausgebrannt, Motorbetrieb bis 1986. Wiederaufbau 1988–1994. |                                           |
| Ditzumerhammrich      | Bunde                     | Wasserschöpfmühle Wynhamsterkolk 53° 16′ 27″ N, 7° 16′ 1″ O                      | Erdholländer                | 1804            | Als Entwässerungsmühle gebaut, seit 1890 in Privatbesitz, die Entwässerung mit Windkraft wurde Ende 1950er Jahre beendet. |                                           |
| Ditzumerverlaat       | Bunde                     | Mühle Nanowa 53° 15′ 39″ N, 7° 15′ 30″ O                                         |                             | 1804            | Als Mühlenstumpf erhalten, zu einer Ferienwohnung umgebaut. |                                           |
| Dornum                | Dornum                    | Bockwindmühle Dornum 53° 38′ 47″ N, 7° 26′ 0″ O                                  | Bockwindmühle               | 1626            | Letzte erhaltene Bockwindmühle in Ostfriesland. Älteste Mühle überhaupt in der Region Ostfriesland. 2010 vollständig saniert. |                                           |
| Emden                 | Emden                     | De Roede Molen 53° 22′ 3″ N, 7° 13′ 1″ O                                         | Galerieholländer            | 1572 (1823)     | Die Rote Mühle wurde 1573 auf dem „Valdern Wall“ errichtet (SpäterRote Mühlen Zwinger). zwischen 1795 und 1810 wurde sie als Galerieholländer neu aufgebaut. Am 16. August 1916 ist sie abgebrannt, und wurde trotz mehrerer Versuche nicht wieder aufgebaut. Das Gebäude beherbergt heute einen Kindergarten.                                                                 |                                           |
| Emden                 | Emden                     | De Vrouw Johanna 53° 22′ 20″ N, 7° 12′ 48″ O                                     | Galerieholländer            | 1804            | 1956 stillgelegt und von 1996 bis 2000 vom Emder Mühlenverein restauriert. Die Mühle ist voll funktionsfähig. |                                           |
| Emden                 | Emden                     | Weizenmühle 53° 21′ 54″ N, 7° 12′ 58″ O                                          | Galerieholländer            | 1810            | 1952 wurden die Flügel abmontiert und die Mühle auf Motorkraft umgebaut. 2005 auch Kappe und Achtkant demontiert. Der Verkauf der Mühle soll der Bestandssicherung dienen. |                                           |
| Emden                 | Emden                     | Mühle Zeldenrüst 53° 22′ 39″ N, 7° 13′ 16″ O                                     | Galerieholländer            | 1807            | Erbaut als Sägemühle, wurde später zur Getreidemühle umgebaut. Die Flügel wurden 1952 abgenommen. Heute Nutzung zu Wohnzwecken. |                                           |
| Esens                 | Esens                     | Peldemühle EsensMühle Bogena 53° 39′ 0″ N, 7° 36′ 44″ O                          | Peldemühle                  | 1850            | Im August 1945 brach ein Flügelpaar ab, das andere wurde daraufhin ebenfalls abgebaut und die Mühle auf Motorkraft umgestellt. Der Betrieb wurde 1952 eingestellt. 1986 wurde die Mühle von der Stadt Esens gekauft, zum Heimatmuseum umgebaut und bis 1989 saniert. |                                           |
| Felde                 | Großefehn                 | Felder Mühle 53° 25′ 50″ N, 7° 35′ 19″ O                                         | Peldemühle                  | 1866            | Im Jahr 1969 stillgelegt. 1978 und 1996 grundlegend renoviert. |                                           |
| Fulkum                | Esens                     | Johanni-Mühle 53° 38′ 4″ N, 7° 31′ 20″ O                                         | Galerieholländer            | 1865 (1869?)    | Bereits 1909 wurde die Mühle renoviert. Im Jahr 1929 bekam die Anlage einen Elektromotor, als der Betrieb 1954 eingestellt wurde, waren es bereits fünf Motoren. Am 21. August 2000 brannte die Mühle wegen eines technischen Defekts bis auf die Grundmauern ab. Der Wiederaufbau scheiterte bisher an Differenzen mit dem Eigentümer (2022).                                 |                                           |
| Greetsiel             | Krummhörn                 | Greetsieler Zwillingsmühlen 53° 29′ 50″ N, 7° 6′ 3″ O 53° 29′ 53″ N, 7° 5′ 58″ O | Galerieholländer            | 1706 1856       | Wahrzeichen des Ortes Greetsiel. |                                           |
| Groothusen            | Krummhörn                 | Groothusener Mühle 53°26'40.6"N 7°03'56.3"E                                      | Galerieholländer            | 1896            | Kappe, Flügel und Galerie 1967 nach Sturmschaden demontiert. Gehendes Werk weitgehend ausgebaut. Heute Teil eines Landhandels |                                           |
| Großoldendorf         | Uplengen                  | Windmühle Großoldendorf 53° 19′ 30″ N, 7° 44′ 19″ O                              | Galerieholländer            | 1887            | Die Mühle wurde noch bis 1962 mit Wind betrieben und dann auf Motorkraft umgestellt. Im Jahr 1977 wurde der Betrieb eingestellt. Saniert bis 1990 und 1996. |                                           |
| Hage                  | Hage                      | Hager Mühle 53° 36′ 13″ N, 7° 17′ 27″ O                                          | Galerieholländer            | 1872/73         | Nach einem Brand 1880 um ein Stockwerk erweitert. Mit 30,2 m höchste Windmühle Deutschlands. Flügel und Galerie mittlerweile demontiert. |                                           |
| Haxtum                | Aurich                    | Steensche Mühle 53° 27′ 34″ N, 7° 27′ 18″ O                                      | Galerieholländer            | 1885            | Die Mühlentechnik ist vorhanden und funktionsfähig, wobei nur noch die Hammermühle in Betrieb ist. | heute:Landhandel                          |
| Hinte                 | Hinte                     | Mühle Hinte 53° 24′ 48″ N, 7° 11′ 42″ O                                          | Galerieholländer            | 1869            | Die Anlage wurde ursprünglich 1958 bis auf das Mauerwerk abgerissen. Kompletter Wiederaufbau 1993–1997. Heute Nutzung u. a. als Standesamt. |                                           |
| Holtland              | Holtland                  | Holtlander Mühle 53° 16′ 52″ N, 7° 34′ 49″ O                                     | Galerieholländer            | 1864            | Die Anlage war bis 1992 in Privatbesitz. 1992 schenkte die Familie die Anlage funktionstüchtig der Gemeinde. |                                           |
| Horsten               | Friedeburg                | Mühle Erks 53° 27′ 3″ N, 7° 56′ 28″ O                                            | Galerieholländer            | 1839            | Die Anlage wurde im Laufe der Zeit mehrfach umgebaut und ist seit 1988 wieder voll funktionsfähig. Flügel und Windrose sind aktuell (2022) demontiert. |                                           |
| Idafehn               | Ostrhauderfehn            | Mühle Idafehn 53° 8′ 22″ N, 7° 38′ 15″ O                                         | Galerieholländer            | 1891            | Die Mühle wurde am 25. April 1945 durch Kriegshandlungen beschädigt. Am 13. November 1972 brannte sie während eines Orkans ab, Der Mühlenstumpf wurde 1999 von der Gemeinde gekauft und restauriert. Der Anbau, das sogenannte Packhaus, wird für Versammlungen und Ausstellungen benutzt.                                                                                     |                                           |
| Ihlowerfehn           | Ihlow                     | Berta-Mühle 53° 23′ 30″ N, 7° 26′ 30″ O                                          | Galerieholländer            | 1870            | Der Vorgängerbau war 1794 eine Roßmühle aus dem Landschaftspolder. 1870 wurde die jetzige Mühle errichtet. Seit den 1980er Jahren wurde die Mühle von der Gemeinde wieder restauriert. 2019–2021 erneut gründliche Sanierung. Mahlbetrieb zu Schauzwecken geplant. |                                           |
| Jemgum                | Jemgum                    | Peldemühle Jemgum 53° 15′ 54″ N, 7° 23′ 8″ O                                     | Galerieholländer            | 1756            | Als Getreidemühle mit fünf Mahlgängen erbaut und vollständig betriebsbereit. |                                           |
| Jemgum                | Jemgum                    | Roggenmühle Jemgum 53° 15′ 51″ N, 7° 23′ 20″ O                                   | Galerieholländer            | 1777            | Nach mehreren Umbauten 1945 zerstört. Der Mühlenstumpf wird seit 1972 als Wohnhaus genutzt. |                                           |
| Larrelt               | Emden                     | Larrelter Mühle (Kost Winning) 53° 22′ 2″ N, 7° 8′ 54″ O                         | Galerieholländer            | 1732            | Die älteste erhaltene Holländermühle Ostfrieslands. Bis 1948 wurde mit Wind gemahlen, der Mühlenbetrieb musste aber 1974 eingestellt werden. 1992 wurde die Mühle voll restauriert. Die Mühle wird heute noch an bestimmten Tagen betrieben, ist voll funktionsfähig und erhalten. Die Mühle kann für Festivitäten gemietet werden.                                            |                                           |
| Leezdorf              | Leezdorf                  | Bartlingsche Mühle 53° 32′ 57″ N, 7° 17′ 31″ O                                   | Galerieholländer            | 1896            | Die jetzige Anlage wurde als Nachfolger einer Kokerwindmühle hier errichtet. Die Anlage verfügt noch über einen Steert und Segelflügel. Der Mahlvorgang kann sowohl mit Windkraft, einem Dieselmotor oder einem Elektromotor demonstriert werden. |                                           |
| Logabirum             | Leer                      | Mühle Eiklenborg 53° 14′ 51″ N, 7° 30′ 56″ O                                     | Galerieholländer            | 1895            | Zuerst als Sägemühle gebaut, 1935 wurde der Steert durch eine Windrose ersetzt, 1938 auf Motorbetrieb umgestellt. Die Mühle ist außer Betrieb aber noch voll funktionsfähig. Angeschlossenes Sägewerk ebenfalls mit Windkraft funktionsfähig. |                                           |
| Loquard               | Krummhörn                 | Loquarder Mühle 53°23'38.7"N 7°02'53.4"E                                         | Galerieholländer            | 1896–1897       | Einst mit Steert und Windrose zugleich versehen. Kappe, Flügel, Achtkant und Galerie 1968 demontiert. Heute Teil eines Landhandels. |                                           |
| Marienhafe            | Marienhafe                | Friesenborgsche Mühle 53° 31′ 9″ N, 7° 16′ 34″ O                                 | Galerieholländer            | 1776            | Die Mühle wurde 1821 um ein drittes Stockwerk erweitert. Flügel seit vielen Jahren demontiert und allmählicher Verfall. |                                           |
| Mitling-Mark          | Westoverledingen          | Mitling-Marker Mühle 53° 8′ 29″ N, 7° 22′ 36″ O                                  | Galerieholländer            | 1843            | Ursprünglich stand hier seit alters her eine Bockwindmühle. 1843 wurde die derzeitige Anlage errichtet. 1928 wurde ein Dieselmotor eingebaut und 1945 ein Elektromotor. 1984 kaufte die Gemeinde die Anlage. Seit 1990 kann die Mühle wieder besichtigt werden. |                                           |
| Möhlenwarf            | Weener                    | Mühle ter Hasenborg 53° 10′ 43″ N, 7° 18′ 18″ O                                  | Galerieholländer            | 1899            | Der Mühlenbetrieb wurde 1972 eingestellt. Heute Nutzung als Wohnhaus. |                                           |
| Münkeboe              | Südbrookmerland           | Mühle Münkeboe (Fleetjers Mühle) 53° 30′ 56″ N, 7° 22′ 21″ O                     | Galerieholländer            | 1854            | Zwischen 1980 und 1987 saniert. |                                           |
| Neermoor              | Moormerland               | Mühle Neermoor 53° 18′ 22″ N, 7° 26′ 19″ O                                       | Galerieholländer            | 1884            | Flügel und Kappe wurden 1964 abgenommen, 1989 wurde der Mühlenbetrieb stillgelegt. Seit 2000 umfassende Sanierung. 2013 neue Flügel. 2021 neues Reetdach. |                                           |
| Nenndorf              | Nenndorf                  | Nenndorfer Windmühle 53° 35′ 18″ N, 7° 26′ 49″ O                                 | Galerieholländer            | 1850            | Die ursprüngliche Mühle wurde 1872 bei einem Sturm schwer beschädigt und beim Wiederaufbau um ein Stockwerk erhöht. Sie war bis 1991 in Familienbesitz, als die Gemeinde die Anlage übernahm. |                                           |
| Nesse                 | Dornum                    | Nessmer Mühle 53° 39′ 8″ N, 7° 22′ 18″ O                                         | Galerieholländer            | 1856/57         | Die Anlage wurde bis 1960 betrieben und sollte 1965 abgerissen werden. Aus unbekannter Gründen kam es nie zum Abriss. Das Innenleben wurde aber demontiert. Flügel und Galerie inzwischen demontiert (2022). |                                           |
| Neßmersiel            | Dornum                    | Mühle Nessmersiel 53°40'06.5"N 7°21'13.4"E                                       | Galerieholländer            | 1884            | Demontage der Flügel 1968. Seit 2014 Sanierung. Neue Galerie, neue Eindeckung. Kappe in den Niederlanden saniert. | Windmühle Neßmersiel im Zustand von 2023. |
| Norden (Ostfriesland) | Norden (Ostfriesland)     | Deichmühle 53° 35′ 24″ N, 7° 12′ 52″ O                                           | Galerieholländer            | 1900            | Mit 28,5 m die dritt-höchste Mühle in Ostfriesland. Die erste Mühle an dieser Stelle war ein Bockwindmühle aus dem Jahr 1588. Die Mühle ist in Privatbesitz, voll funktionsfähig und wird als Museum genutzt. |                                           |
| Lintel                | Norden                    | Silbermühle (Norden) 53° 36′ 19″ N, 7° 11′ 2″ O                                  | Galerieholländer            | 1894            | Die Mühle wurde 1969 außer Betrieb genommen und später als Gaststätte genutzt. 2022 begann der Abbruch des zuletzt in Privatbesitz befindlichen Bauwerks. |                                           |
| Norden                | Norden                    | Gnurre-Mühle Frisia 53° 35′ 27″ N, 7° 12′ 54″ O                                  | Galerieholländer            | 1864            | An dieser Stelle wurde bereits im Jahr 1700 eine Mühle errichtet. Diese und nachfolgende fielen Bränden zum Opfer. 1930 wurde die Anlage bis auf den Unterbau abgerissen. 1986–1991 vollständiger Wiederaufbau. |                                           |
| Norden                | Norden                    | Westgaster Mühle 53° 35′ 30″ N, 7° 11′ 36″ O                                     | Galerieholländer            | 1863            | Die Mühle wurde noch bis 1975 mit Wind betrieben, aber dann auf Motorkraft umgestellt. Der Betrieb wurde 1985 eingestellt, und ist an den Mühlenverein verpachtet. Die Anlage ist voll funktionsfähig und wird gelegentlich auch noch genutzt. |                                           |
| Norderney             | Norderney                 | Inselmühle Norderney 53° 42′ 22″ N, 7° 9′ 23″ O                                  | Galerieholländer            | 1862            | Einzige Inselwindmühle in Niedersachsen. Station der Niedersächsischen Mühlenstraße. 1951 abgebrannt, seit 1971 Gastronomiebetrieb. |                                           |
| Nüttermoor            | Leer (Ostfriesland)       | Klostermühle (Thedinga) 53° 16′ 16″ N, 7° 27′ 29″ O                              | Galerieholländer            | 1881            | Die Windmühle brannte 1947 ab. Der Mühlenstumpf ist als Wohnhaus erhalten. |                                           |
| Ostgroßefehn          | Großefehn                 | Mühle Ostgroßefehn 53° 24′ 9″ N, 7° 36′ 14″ O                                    | Galerieholländer            | 1804            | Die Anlage hat drei Mahlwerke die hauptsächlich zur Verarbeitung von Buchweizen gebaut wurden. Um 1900 wurde Versuchsweise eine Anlage zur Stromerzeugung eingebaut. Der Betrieb der Mühle wurde 1968 eingestellt, sie ist aber weiter voll funktionsfähig. |                                           |
| Pewsum                | Krummhörn                 | Windmühle Pewsum (vormals Eicklenborgsche Mühle) 53° 26′ 6″ N, 7° 5′ 22″ O       | Galerieholländer            | 1854            | Zwischen 1980 und 1987 saniert. |                                           |
| Remels                | Uplengen                  | Windmühle Remels 53° 18′ 28″ N, 7° 45′ 11″ O                                     | Galerieholländer            | 1803            | Das Getreide für die Anlage wurde auf dem Nordgeorgsfehnkanal herangeschafft. Bis zu ihrer Stilllegung 1962 wurde die Anlage mit Wind betrieben. Seit 1963 ist sie in Besitz der Gemeinde und wird als technisches Denkmal erhalten. |                                           |
| Rhaude                | Rhauderfehn               | Rhauder Mühle 53° 9′ 50″ N, 7° 34′ 8″ O                                          | Galerieholländer            | 1852            | Die Mühle wurde 1958 abgebaut. In den Jahren 1991 bis 1998 wiedererrichtet. |                                           |
| Rhauderfehn           | Rhauderfehn               | Mühle Hahnentange 53° 6′ 41″ N, 7° 33′ 59″ O                                     | Galerieholländer            | 1865            | Die ursprüngliche Mühle brannte 1885 ab und wurde dann zweistöckig wieder aufgebaut. Der Betrieb wurde 1968 eingestellt. Seit 1992 gehört der Gemeinde Rhauderfehn die Anlage. Sie ist jetzt restauriert und voll funktionsfähig- |                                           |
| Rechtsupweg           | Samtgemeinde Brookmerland | Rechtsupweger Mühle 53° 31′ 24″ N, 7° 19′ 35″ O                                  | Galerieholländer            | 1926            | Der Windbetrieb wurde 1960 eingestellt. Anschließend wurde die Kappe samt Flügel abgenommen. Bis 1974 wurde die Mühle dann noch mit einem Elektromotor weiter betrieben. Der Mühlenstumpf steht in einem Garten und ist hinter den angrenzenden Hecken kaum auszumachen. Er ist weiß getüncht und wird wahrscheinlich von privat als Abstellraum genutzt. Stand: 29. Juni 2013 |                                           |
| Riepe                 | Ihlow                     | Fluttermühle Riepe 53° 23′ 40″ N, 7° 18′ 56″ O                                   | Fluttermühle                | 1986            | Die Mühle ist transportabel. Als Entwässerungsmühle hat sie die Aufgabe, mithilfe einer archimedischen Schraube Wasser aus niedriggelegenen Abzugsgräben in höher gelegene zu schaffen. |                                           |
| Riepe Leegmoor        | Ihlow                     | Kokermühle Riepe 53° 22′ 44″ N, 7° 21′ 30″ O                                     | Kokermühle                  | 18. Jahrhundert | Im Jahr 1984 wurde die Wasserschöpfmühle grundlegend restauriert und ist seither wieder voll funktionsfähig. Die Flügel fehlen; die Mühle ist sanierungsbedürftig (2022). |                                           |
| Riepe                 | Ihlow                     | Mühle Boerma 53° 23′ 16″ N, 7° 20′ 43″ O                                         | Galerieholländer            | 1771 (1899)     | Die Mühle wurde als Wasserschöpfmühle am Türkmeer in Betrieb genommen, 1813 wurde sie zu einer Korn- und Peldemühle umgebaut. 1899 wurde sie an ihren jetzigen Standort verlegt. Oberteil nach Brand 1969 abgebrochen. Die Anlage wird als Landhandel genutzt. |                                           |
| Riepster Hammrich     | Ihlow                     | Wrantepotter Dreschmühle „De Kaat“ 53° 23′ 23″ N, 7° 17′ 19″ O                   | Galerieholländer            | um 1670         | Mit einer Höhe von 13,80 m und einer Flügelspannweite von 9,40 m eine der kleinsten Mühlen Deutschlands. Wiederaufbau 1992 |                                           |
| Rysum                 | Krummhörn                 | Rysumer Mühle 53° 22′ 44″ N, 7° 2′ 3″ O                                          | Galerieholländer            | 1895            | 1964 wurde die Mühle stillgelegt und bis auf den Unterbau abgebrochen. In den Jahren 1989 bis 1995 erfolgte der Wiederaufbau. |                                           |
| Sandhorst             | Aurich                    | Sandhorster Mühle 53° 30′ 12″ N, 7° 30′ 48″ O                                    | Galerieholländer            | 1908            | Die Mühlentechnik ist vorhanden und funktionsfähig. Von 1988 bis 1991 umfassend saniert. |                                           |
| Schweindorf           | Holtriem                  | Klaashensche Mühle 53° 35′ 51″ N, 7° 28′ 17″ O                                   | Galerieholländer            | 1907            | Vorgängerbau im Jahr 1906 abgebrannt. Flügel, Kappe und Galerie 1961 demontiert. Sanierung ab 1992. Neuer Achtkant und Galerie 1995. Neue Kappe 1998, neue Flügel 2001. |                                           |
| Schweindorf           | Holtriem                  | Mühle Wiebersiek 53°35'39.7"N 7°27'42.1"E                                        | Galerieholländer            | 1907            | Ursprünglich auch Sägewerk angeschlossen. Kappe und Flügel 1967 demontiert. |                                           |
| Seriem                | Neuharlingersiel          | De Goede Verwagting 53° 41′ 7″ N, 7° 41′ 46″ O                                   | Galerieholländer            | 1804            | Die Mühle wurde bis 1975 gewerblich genutzt. 2004–2006 umfassend saniert. |                                           |
| Simonswolde           | Ihlow                     | Windmühle Simonswolde, Sandwatermühle 53° 22′ 12″ N, 7° 24′ 44″ O                | Galerieholländer            | 1813            | Bis etwa 1948 mit Windkraft betrieben. Heute Nutzung als Wohnhaus. |                                           |
| Schoonorth            | Krummhörn                 | Schoonorther Mühle 53° 30′ 50″ N, 7° 11′ 17″ O                                   | Galerieholländer            | 1804            | Die Mühle wurde 1951 bei einem schweren Sturm stark beschädigt. Anschließend wurden Flügel und das Oberteil abgebaut. Im Jahr 1975 wurde der Unterbau zu einem Wohnhaus umgebaut. Heute Nutzung als Ferienwohnung. |                                           |
| Spetzerfehn           | Großefehn                 | Mühle Steenblock 53° 22′ 56″ N, 7° 36′ 39″ O                                     | Galerieholländer            | 1886            | Der Vorgängerbau von 1818 brannte nach einem Blitzschlag im Jahr 1884. Die einzige Mühle Ostfrieslands, die noch heute gewerbsmäßig mit Windkraft betrieben wird. |                                           |
| Stapelmoor            | Weener                    | Windmühle Stapelmoor (Mühle Wichers) 53° 8′ 16″ N, 7° 19′ 10″ O                  | Galerieholländer            | 1909            | Der Vorgängerbau von 1818 wurde 1909 abgebrochen. Zuletzt 1999–2001 saniert. Mit mehreren Mahlgängen betriebsbereit. |                                           |
| Südcoldinne           | Großheide                 | Mühle Südcoldinne (Tjadens Mühle) 53° 33′ 55″ N, 7° 23′ 7″ O                     | Erdholländer                | 1922            | 1901 als Wasserschöpfmühle in Nordgeorgsfehn an Schleuse 3 des Nordgeorgsfehnkanals erbaut, 1922 an den heutigen Standort transportiert. 1998–2001 und 2020 saniert. |                                           |
| Südgeorgsfehn         | Uplengen                  | Mühle Südgeorgsfehn 53° 14′ 42″ N, 7° 43′ 58″ O                                  | Galerieholländer            | 1907            | Bis etwa 1966 mit Windkraft betrieben, danach nur mit Motorbetrieb. 1989/90 Stilllegung. 1998 umfassend restauriert. |                                           |
| Tannenhausen          | Aurich                    | Meints Mühle 53° 30′ 51″ N, 7° 28′ 16″ O                                         | Erdholländer                | 1867            | 1867 in Endzetel (Buttforde) gebaut. Im Jahr 1923 vom Müllermeister Meints gekauft und nach Tannenhausen gebracht. |                                           |
| Tjüche                | Marienhafe                | Tjücher Mühle 53° 31′ 39″ N, 7° 16′ 19″ O                                        | Galerieholländer            | 1886            | Bis 1958 mit Windkraft betrieben, danach auf Motorantrieb umgestellt. Restaurierung im Jahr 1986 abgeschlossen. Kappe und Flügel 2012 erneuert. |                                           |
| Upgant-Schott         | Upgant-Schott             | Sterrenbergsche Mühle, Mühle Brüderle 53° 30′ 55″ N, 7° 16′ 17″ O                | Galerieholländer            | 1880            | Ein Vorgängerbau aus dem Jahr 1569 wurde 1880 abgerissen. Stilllegung 1991. Sanierung schrittweise bis 2003. |                                           |
| Utarp                 | Holtriem                  | Utarper Mühle 53° 36′ 37″ N, 7° 28′ 48″ O                                        | Galerieholländer            | 1909            | 1909 fertiggestellt und bis 1960 als Windmühle in Betrieb. Bauwerk als Ruine erhalten. |                                           |
| Uttum                 | Krummhörn                 | Heddingasche Mühle 53° 27′ 14″ N, 7° 9′ 35″ O                                    | Galerieholländer            | 1856            | Bis etwa 1957 ausschließlich mit Windkraft betrieben, mit dem Elektromotor als Sekundärantrieb bis 1975. Mühle 1979–1980 saniert. Flügel und Windrose nie montiert. Kappe 2021 demontiert. |                                           |
| Völlen                | Westoverledingen          | Windmühle Völlen 53° 6′ 19″ N, 7° 22′ 55″ O                                      | Galerieholländer            |                 | Der bis dahin verbliebene Mühlenstumpf wurde 2018 abgerissen. Nur einige Mühlsteine sind noch erhalten. |                                           |
| Völlenerfehn          | Westoverledingen          | Mühle Völlenerfehn 53° 6′ 12″ N, 7° 24′ 58″ O                                    | Wallholländer               | 1813            | Das Oberteil der Mühle wurde im Dezember 2009 abgebaut, komplett demontiert und in Ahausen, einem Stadtteil von Bersenbrück bei Osnabrück neu errichtet. Der untere Teil der Mühle wurde 2010/11 abgerissen. |                                           |
| Warsingsfehn          | Moormerland               | Windmühle Warsingsfehn, Mühle Bohlen 53° 19′ 39″ N, 7° 28′ 29″ O                 | Galerieholländer            | 1811/12         | Das Flügelwerk wurde 1967 demontiert, anschließend weiterbetrieb mit Elektromotor. Die Mühlenkappe wurde 1994 neu aufgesetzt, 1996 wieder eine Galerie angebaut. 2003 neue Jalousieflügel. |                                           |
| Werdum                | Esens                     | Werdumer Mühle 53° 39′ 37″ N, 7° 43′ 10″ O                                       | Erdholländer                | 1748            | Der Windbetrieb wurde 1960 und der gesamte Mühlenbetrieb 1971 eingestellt. Zuletzt 2001–2002 gründlich saniert. |                                           |
| Westeraccum           | Dornum                    | Windmühle Westeraccum 53° 38′ 55″ N, 7° 26′ 29″ O                                | Galerieholländer            | 1723            | Um 1900 brannte das Gebäude vollständig ab und wurde erneuert. Noch bis 1983 wurden hier die Graupen hergestellt. 1996–2002 komplett wieder aufgebaut, dabei auf 5 Stockwerke erhöht. 2002 neue Segelflügel. |                                           |
| Westerbur             | Dornumersiel              | Sielmühle 53° 39′ 42″ N, 7° 29′ 42″ O                                            | Galerieholländer            | 1872            | Die Anlage hat als einzige einen sechseckigen Grundriss und diente schon früh als Seezeichen. 2002–2003 saniert. Heute Nutzung als Ferienwohnung. |                                           |
| Westgroßefehn         | Großefehn                 | Mühle Onken 53° 20′ 34″ N, 7° 36′ 26″ O                                          | Galerieholländer            | 1773            | Die Anlage wurde bis 1967 mit Wind betrieben. In den Jahren 1990 bis 1993 erfolgte eine grundlegende Renovierung. Getriebe ausgebaut. Heute Nutzung als Lagerraum. |                                           |
| Wiegboldsbur          | Südbrookmerland           | Mühle Wiegboldsbur 53° 27′ 22″ N, 7° 20′ 44″ O                                   | Galerieholländer            | 1812            | 1851 um ein Stockwerk erhöht. Stilllegung Motorbetrieb 1992. Sanierung 1993–1995 und 2003 (Flügel). |                                           |
| Wirdum                | Wirdum                    | Wasserpumpmühle Wirdum 53° 28′ 53″ N, 7° 12′ 54″ O                               | Doppelkolbenwasserpumpmühle | 1872            | Einzig bekannte funktionsfähige Mühle dieser Art in Deutschland. 2015 komplett saniert. |                                           |
| Wittmund              | Wittmund                  | Peldemühle (Wittmund) 53° 34′ 55″ N, 7° 46′ 29″ O                                | Peldemühle                  | 1741            | Die Anlage wurde 1741 bereits als Galerieholländer erbaut und ist damit wohl die älteste Mühle ihrer Art in Norddeutschland. Der eigentliche Mühlenbetrieb wurde 1974 eingestellt. Ab 1986 gab es umfassende Restaurierung, seit 1991 ist sie wieder betriebsfähig. Eigentümerin der Mühle ist die Johann und Helene Ihnen Stiftung.                                           |                                           |
| Wittmund              | Wittmund                  | Siuts-Mühle 53° 34′ 30″ N, 7° 46′ 41″ O                                          | Galerieholländer            | 1884            | Die erste Erwähnung einer Mühle an dieser Stelle war 1648 und betraf eine Bockwindmühle. Diese wurde 1884 ein Raub der Flammen. Die jetzige Anlage stand ursprünglich in Norden und wurde nach dem Brand hier aufgebaut. |                                           |
| Wymeer                | Bunde                     | Wymeerer Mühle 53° 8′ 9″ N, 7° 12′ 31″ O                                         | Galerieholländer            |                 | |                                           |